# Theodor Widmayer
Theodor Wilhelm Paul Widmayer (* 14. April 1828 in Stuttgart; † 23. April 1883 ebenda) war ein württembergischer Genre- und Porträtmaler, Silhouettenkünstler und Fotograf.

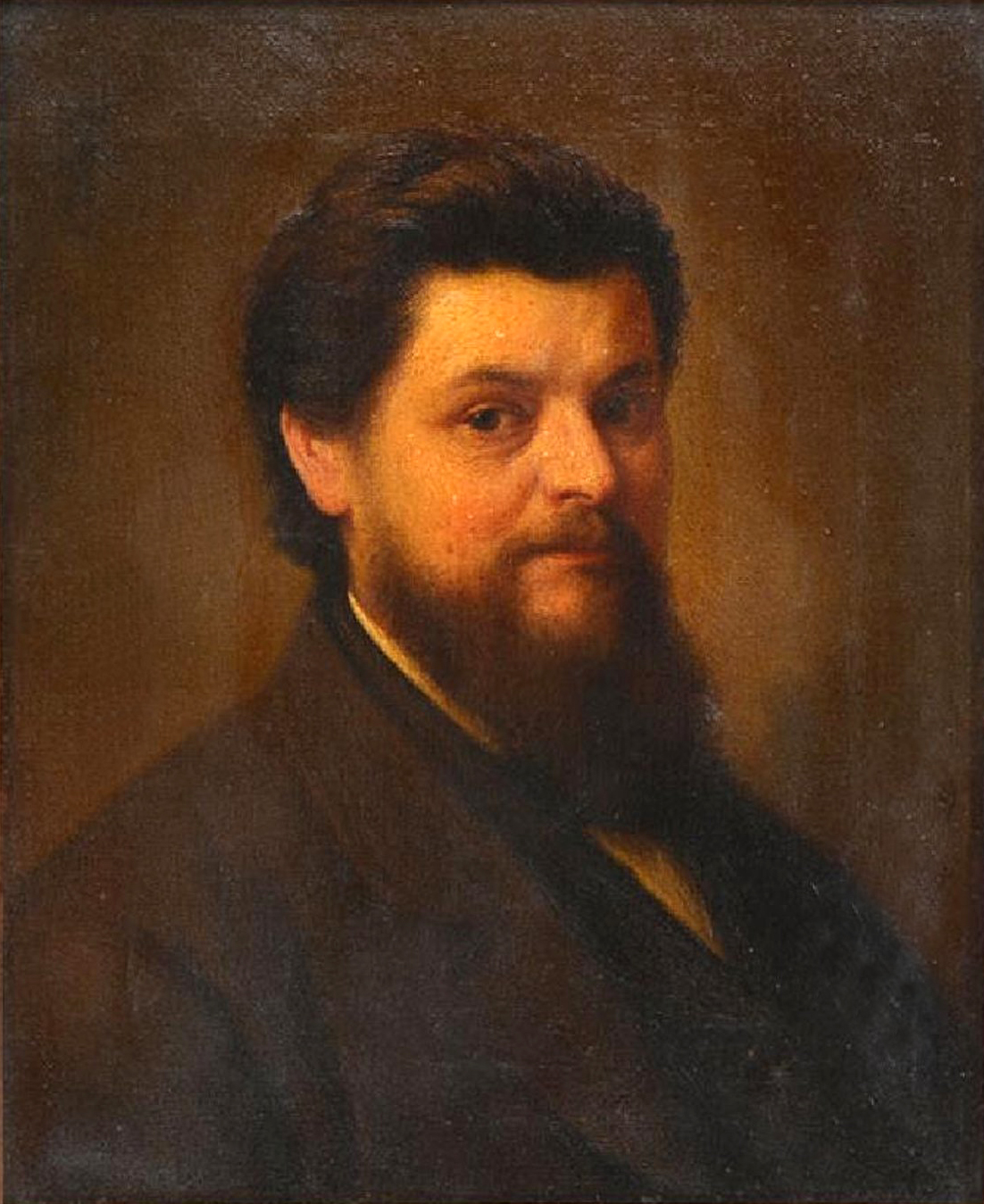
Männerporträt

## Leben
Theodor Widmayer studierte an  der Stuttgarter Kunstschule und nachher von 1849 bis 1853 privat bei Heinrich von Rustige. Er setzte sein Studium von 1854 bis 1857 auf der Brüsseler Kunstakademie fort, wo er für eine Arbeit den ersten Preis bekam. Anfang 1858 kehrte er nach Stuttgart zurück.
Gemeinsam mit Christian Pfann betrieb er im Jahr 1858 das Fotoatelier „Pfann & Widmayer“. Am 5. Januar 1859 erschien Anzeige, dass die beiden Geschäftspartner sich wieder trennten. Seit dieser Zeit hatte Widmayer sein Atelier in der Paulinenstraße 25, wo er seine Dienste sowohl als Maler, als auch Fotograf anbot. Zuletzt arbeitete er Hauptstätterstraße 64, als er plötzlich mit 54 Jahren starb. Er war vermutlich der Vater des Malers, Illustrators und Schattenkünstlers Paul Widmayer (1856–1913).
Widmayer malte hauptsächlich Genrebilder, später auch Porträts Stuttgarter Bürger.